# Declinação
Em astronomia, a declinação ({\displaystyle \delta }) de um astro é o arco do meridiano do astro compreendido entre o plano do equador celeste e o astro. Mede-se de 0º a 90º para Norte ou para Sul, sendo por vezes representado com um valor entre + 90º e − 90º (positivo representando o Norte e negativo o Sul). É um dos valores angulares utilizados para definir a posição de um astro em um sistema de coordenadas equatoriais, o outro sendo o ângulo horário ou a ascensão reta.

## A declinação e sua variação

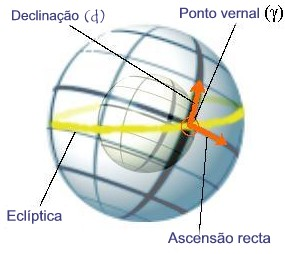
Coordenadas equatoriais de um astro.

A declinação de um astro pode ser comparada por analogia à latitude no sistema de coordenadas geográficas. De facto, se projectarmos a posição de um lugar da superfície terrestre sobre a esfera celeste, o seu ângulo em relação ao equador celeste é igual à sua latitude (e será obviamente igual à declinação de um astro que se encontre no zénite local).
Por convenção, as declinações a norte do equador são positivas (precedidas do sinal +) e as a sul daquele plano são negativas (precedidas do sinal −). O sinal deve ser sempre incluído, mesmo quando positivo.
Assim, a declinação de um astro, em função da sua posição em relação ao equador celeste, será:
- Sobre o pólo norte: δ = + 90°;
  - Entre o equador celeste e o pólo norte: 0º < δ < + 90º;
- Sobre o equador celeste:  δ = 0°;
  - Entre o equador celeste e o pólo sul: 0º > δ > − 90º;
- Sobre o pólo sul: δ = − 90°.

Como resulta da analogia com a latitude, um objecto celestial que passe sobre o zénite tem uma declinação igual à latitude do observador (de sinal ± consoante o hemisfério).
A Estrela Polar tem uma declinação muito aproximada de + 90º, sendo o oposto caso ela se situasse sobre o pólo sul.
Os objectos celestes cuja declinação seja maior do que {\displaystyle 90^{o}-L}, onde L é a latitude, estão acima do horizonte durante todo o dia sideral. Esses astros são denominados circumpolares. Quando a declinação do Sol obedece àquela condição, para latitudes iguais ou superiores a L não ocorrerá o pôr do Sol e será visível o sol da meia-noite.
Embora seguindo velocidades angulares muito diferentes, a declinação de todos os astros varia. Mesmo a declinação dos chamados astros fixos muda imperceptivelmente em cada dia, levando, ao longo de séculos e milénios. A declinação dos planetas muda rapidamente durante suas órbitas com diferentes inclinações, mas até mesmo estrelas aparentemente fixas mudam levemente suas declinações. Ao decorrer de centenas ou milhares de anos evidencia-se o movimento próprio das estrelas e consequentemente suas posições na abóbada celeste mudam. Algumas estrelas, como a estrela de Barnard e Arcturus (alfa Boieiro) têm movimentos próprios perceptíveis em pequenos intervalos de tempo, como alguns anos apenas.

### Sol
Para todos os efeitos práticos, considerando a distância da Terra ao Sol e a diferença dos seus diâmetros, a declinação do Sol é o ângulo entre os raios da luz solar e o plano do equador. Como o ângulo entre o eixo de rotação da Terra e o plano da órbita terrestre (a eclíptica) se mantém constante, quando considerado pelo período de um ano, a declinação do Sol varia regularmente ao longo do ano, repetindo o padrão que origina as estações do ano. Pode-se assim considerar que a declinação solar tem um período de um ano, coincidente com o tempo necessário para a terra completar um revolução em torno do Sol.
Quando a projecção do eixo da Terra sobre o plano da órbita terrestre (eclíptica) coincide com a linha que liga os centros da Terra e do Sol, o ângulo entre os raios do Sol e o plano do equador é máximo, atingindo actualmente 23° 27'. Esta situação ocorre duas vezes por ano nos dias solsticiais: logo a declinação é + 23° 27' no solstício de Junho (Verão do hemisfério norte) e − 23° 27' no solstício de dezembro (Verão do hemisfério sul). Nesses dias o Sol estará, respectivamente, sobre o Trópico de Câncer e o Trópico de Capricórnio.
Quando a projecção do eixo da Terra sobre o plano da órbita terrestre (eclíptica) é perpendicular à linha que une os centros da Terra e do Sol, o ângulo entre os raios solares e plano do equador terrestre é nulo. Tal ocorre nos equinócios, quando, em Março e Setembro, o Sol no seu movimento aparente parece passar de um hemisfério ao outro. Nos dias equinociais a declinação do Sol é 0º, atingindo o astro o zénite sobre a linha do equador.

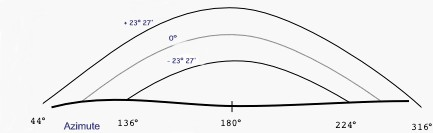
Variação azimutal aparente do Sol na latitude de 56º N.

Como a excentricidade da órbita da Terra é muito pequena, ela pode ser aproximada, para estes efeitos, a um círculo. Admitindo essa aproximação, a declinação aproximada do Sol (δ) pode ser calculada, para qualquer dia do ano, por uma das seguintes expressões:
- {\displaystyle \delta =-23.45^{\circ }\cdot \cos \left({\frac {360}{365}}\cdot \left(N+10\right)\right)} se o cos for expresso em graus;
- {\displaystyle \delta =-23.45^{\circ }\cdot \cos \left({\frac {2\pi }{365}}\cdot \left(N+10\right)\right)} se o cos for expresso em radianos.

onde  {\displaystyle N} é o dia do ano, isto é o número de dias decorridos desde 1 de Janeiro.
Os erros causados por esta aproximação podem ser corrigidos utilizando os valores diários da equação do tempo.
Devido à variação da duração do dia em cada latitude (excepto no equador), e como o Sol mantém a mesma variação angular horária (360º/24h = 15º/h), o azimute onde o Sol aparenta nascer e pôr-se tem de variar. Essa variação faz com que o Sol aparente mover-se sobre o horizonte, a amplitude do movimento dependendo da latitude do lugar. Para a latitude de 56º N, a variação azimutal é a constante na figura acima (à direita).

### Lua
A Lua tem um ciclo anual de variação da declinação que a leva a atingir as suas declinações máxima e mínima no Inverno e Verão do hemisfério norte, respectivamente. Para além do ciclo anual, a Lua tem um ciclo nodal de aproximadamente dezenove anos, que faz variar os máximos de declinação entre + 28° 35' e + 18° 18', e os mínimos entre  − 18° 18' e − 28° 35'.

### Estrelas
Devido à muito baixa velocidade angular do seu movimento próprio e das oscilações do eixo da Terra, as estrelas aparentam manter a mesma declinação todo o ano, com as variações a serem apenas notadas em períodos seculares (daí considerarem-se as estrelas como astros fixos).